# ジェニー・リンド
ヨハンナ・マリア・リンド（Johanna Maria Lind, 1820年10月6日 - 1887年11月2日）は、スウェーデンのオペラ歌手。ジェニー・リンドとしてよく知られており、しばしば「スウェーデンのナイチンゲール」と称された。19世紀において最も注目を集めた歌手の一人であり、スウェーデンやヨーロッパ中でソプラノの役を演じていた。1840年からはスウェーデン王立音楽アカデミーの会員であった。彼女の極めて大きな人気を博したアメリカツアー（en）は1850年に始まった。
リンドは1838年の「魔弾の射手」のスウェーデン公演後に有名になった。数年のうちに声の障害に苦しむようになるが、歌唱の指導者だったマヌエル・ガルシアが彼女の声を救った。彼女は1840年代にはスウェーデンと北ヨーロッパ中で非常に多くのオペラの役を演じ、メンデルスゾーンの弟子になっている。ロンドンでの熱狂を巻き起こした2回のシーズンを最後に、29歳の彼女はオペラからの引退を表明する。
1850年、興行師P・T・バーナムの招きに応じてリンドは渡米する。彼女はバーナムの興行で93回の大規模な演奏会に出演し、その後は自らの運営でツアーを継続した。彼女はこれらの演奏会を通じて350,000ドル以上を手にしており、それを慈善事業の推進、主にスウェーデンのフリースクールの基金へと寄付した。彼女は1852年に新しく夫となったオットー・ゴルトシュミットと共にヨーロッパへ戻り、1855年にイングランドに住まいを設けた。続く20年の間には3人の子どもを儲け、時おり演奏会を開いて過ごした。1882年からの数年、彼女はロンドンの王立音楽大学で声楽科の教授を務めた。

## 人生とキャリア

### 幼少期

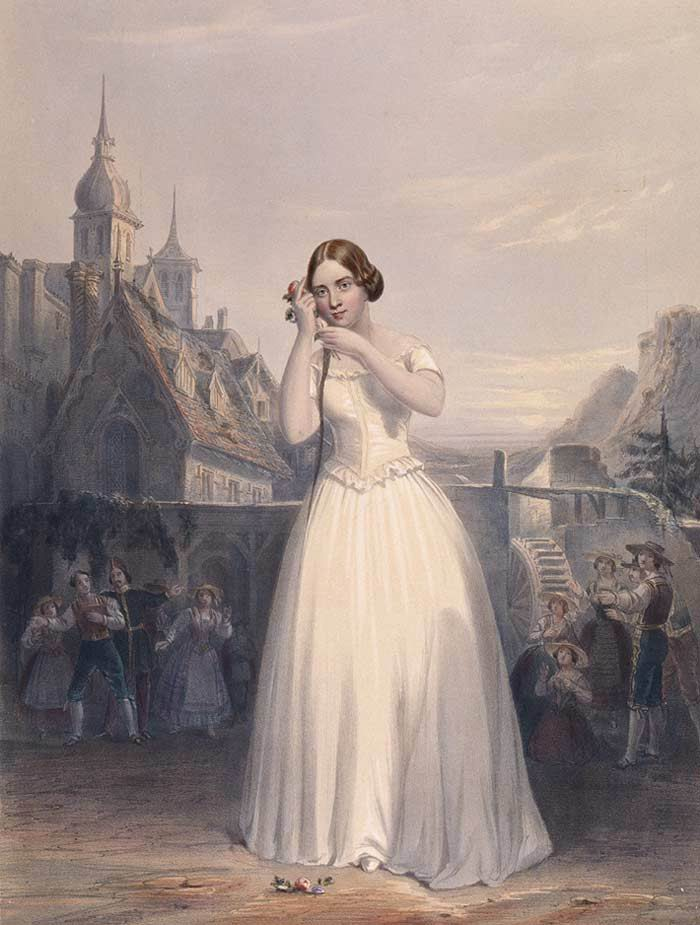
「夢遊病の女」のアミーナに扮したリンド

リンドはストックホルム中心部のクララ地区において、簿記職のニクラス・ジョナス・リンド（Niclas Jonas Lind 1798年 - 1858年）と教師のアンネ＝マリー・フェルボルグ（Anne-Marie Fellborg 1793年 - 1856年）の間の婚外子として生まれた。リンドの母は一人目の夫の不倫により離婚していたが、宗教上の理由から1834年の彼の死まで再婚を拒んでいた。リンドの両親は彼女が14歳の時に結婚している。
リンドの母は家の外で全日制の女子校を経営していた。リンドが9歳の時、彼女の歌声がスウェーデン王立歌劇場で筆頭の舞踏家であったルンドベルグ婦人（Lundberg）のメイドの耳に入る。そのメイドはリンドの素晴らしい声に驚き、翌日ルンドベルグ婦人を伴って再び現れた。婦人はオーディションを設けてリンドが王立劇場の演劇学校に入れるよう便宜を図った。演劇学校では、劇場の歌唱指導者であったカール・マグヌス・クレリウス（Karl Magnus Craelius）がリンドの指導に当たった。
リンドは10歳の時に舞台で歌うようになる。彼女は12歳の頃、声の危機に直面してしばらく歌唱を止めなくてはならなかったが、そこから回復した。彼女が演じた最初の大役は1838年のスウェーデン王立歌劇場でのウェーバーの「魔弾の射手」の公演におけるアガーテ役だった。彼女は20歳でスウェーデン王立音楽アカデミーの会員となり、スウェーデンとノルウェイの王の宮廷歌手となった。彼女の声は歌いすぎと正しくない歌唱法のために深刻な障害を負い始めていたが、1841年から1843年の間にパリでマヌエル・ガルシアの下で学んだことによって難を逃れることができた。彼女の声はあまりに傷ついていたため、ガルシアは彼女に3ヶ月間一切歌わないように言い渡し、それによって彼女の声帯は回復することができた。その後、ガルシアは彼女に喉を痛めない歌唱法の指導を開始した。
リンドがガルシアの下で学ぶようになって1年経った頃、彼女の才能を早くから熱心に賞賛していたマイアベーアが、彼女のためにパリオペラ座の試験を受けられるように取り計らったが彼女は落ちてしまう。伝記作家のフランシス・ロジャース（Francis Rogers）はリンドがその落選にひどく憤慨していたと結論している。なぜなら、彼女は国際的スターとなってからも、パリのオペラ座からの招待は全て拒否していたからである。ストックホルムの歌劇場に戻った彼女は、ガルシアの指導の甲斐あって歌手として著しく成長していた。1843年に彼女はデンマークへと演奏旅行に出たが、そこで彼女を目にしたアンデルセンは恋に落ちる。2人はよき友人となったものの、アンデルセンの恋は片想いに終わっている。彼女は彼の3つの童話に霊感を与えたと考えられている。「柱の下 Beneath the Pillar」、「天使 The Angel」と「小夜啼鳥 The Nightingale」である。彼はこう記している。「詩人としての私にいかなる本、人物よりも高貴な影響を与えてくれる人、それがジェニー・リンドだ。彼女は私を芸術の聖域にいざなってくれるのだ。」伝記作家のカロル・ローゼン（Carol Rosen）は、アンデルセンはリンドに求婚を断られたことで、「雪の女王」に氷の心を持つ人物として彼女を描写したのだと信じている。

### ドイツとイギリスでの成功

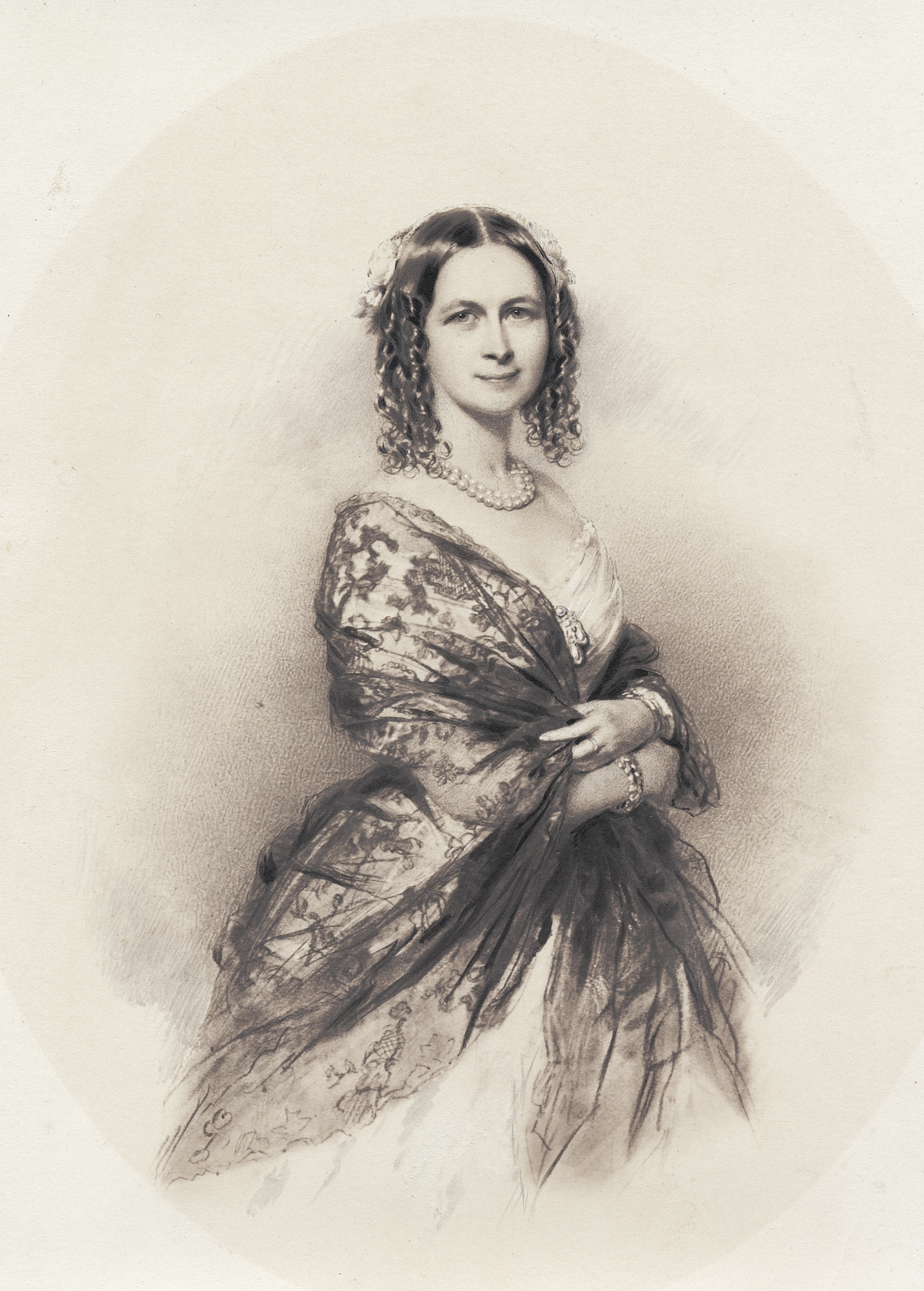
1840年代のリンド

1844年12月、マイアベーアの影響により、リンドはベルリンにおいてベッリーニのオペラ「ノルマ」で主役を務めた。これがきっかけとなり彼女はドイツとオーストリアの様々なオペラハウスで歌うことができるようになるが、ベルリンでの成功は彼女が他の都市へと行ったことで3ヶ月続いただけであった。彼女を賞賛した人物にはシューマンやベルリオーズがいたが、彼女にとって最も重要となったのはメンデルスゾーンであった。彼はこう書いている。「私はすっかりジェニー・リンドの虜です。彼女の歌い方は他に類のないもので、2つのフルートを伴って歌うその歌はおそらくこれ以上の離れ業はないだろうというくらい信じがたい高度な技術です。」この時の曲はマイアベーアの「シュレジアでの野営」（1844年にリンドを想定して作曲された役であったが、初演は彼女ではなかった）であり、リンドはどこへ行って演奏会に出ても十八番となったこの曲を歌うようにせがまれたのであった。彼女は「ランメルモールのルチア」、「マリア・ディ・ロアン」、「ノルマ」、「夢遊病の女」、「ヴェスタの巫女」のタイトル・ロールと「フィガロの結婚」のスザンナ役、「愛の妙薬」のアディーナ役、「悪魔のロベール」のアリス役などをオペラのレパートリーにしていた。この頃に彼女は「スウェーデンのナイチンゲール」として知られるようになる。1845年12月、メンデルスゾーンの指揮でライプツィヒのゲヴァントハウスでのデビューを果たした翌日には、オーケストラの未亡人基金への援助のため給料を得ずに慈善演奏会で歌った。こうした慈善事業への献身と好意的姿勢は彼女のキャリアを語る上で重要な一面であり、このことが音楽以外でも彼女の国際的人気を高める大きな要因となった。
リンドはウィーンでも賞賛するものが押し寄せ、皇族に祝福されるなどの成功を収めた。その後1847年にロンドンへと赴き、5月4日にヴィクトリア女王が見守る中、女王陛下劇場で最初の演奏会を行った。タイムズ紙は翌日こう報じている。「我々はこれまでにも頻繁に『初日』という興奮を経験してきた。しかしこれまで女王陛下劇場で行われてきた幾百の演目を思い返してみても、昨夜のジェニー・リンド氏がアリス役でデビューを飾った『悪魔ロベール』のイタリア語公演に際して繰り広げられたような熱狂的な光景は、いまだかつてなかったと言ってよいのではないだろうか。」

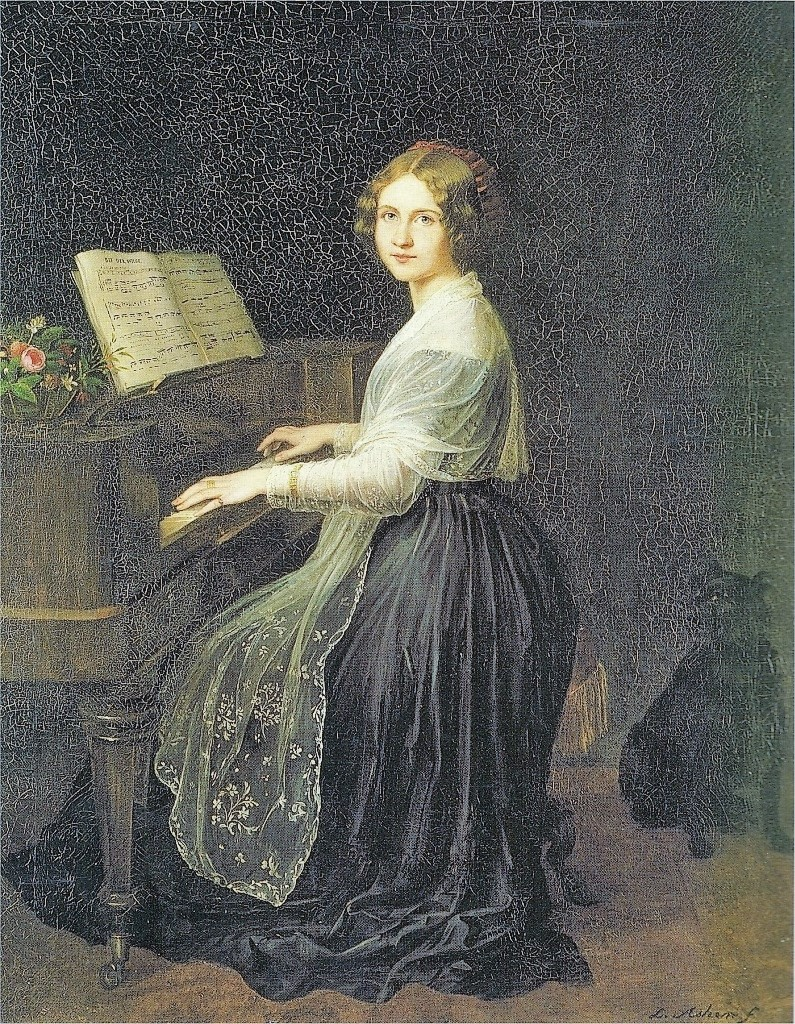
ピアノに向かうリンド 1845年

ロンドンでも、リンドとメンデルスゾーンの親しい関係は続いた。2人の関係はただの友人関係に留まらなかったのではないかという予想は強くなされるものの、そのような考えを支持するような決定的な証拠が出版されたことはない。メンデルスゾーンはリンドのロンドンデビューに臨席しており、彼と一緒にいた友人で批評家のヘンリー・チョーリーはこう記している。「記すとおり私はメンデルスゾーンの彼女を楽しむ笑顔を見た。リンドの才能は無尽蔵であり、彼は振り返って私を見ながら、心の中の不安の重荷が取れたという様子であった。彼は彼女に愛着を抱いている。彼が彼女の成功を欲していた通りに、リンドの歌手としての天才性は解き放たれたのである。」メンデルスゾーンは彼女と様々な機会に共に仕事をしており、彼女のためにライン川の少女ローレライ伝説に基づくオペラ「ローレライ」の作曲に着手していた。しかし、これは彼の死によって完成されずに終わった。彼はオラトリオ「エリヤ」においてハイF#を用いているが、これはリンドの声を念頭において書かれたものである。
1847年7月22日、リンドは女王陛下劇場で作曲者の指揮の下、ヴェルディのオペラ「群盗」の世界初演の主役を務めた。4ヵ月後、1847年11月にはメンデルスゾーンが若くしてこの世を去り、彼の死にリンドは打ちひしがれた。当初、彼女は彼がリンドのために書いた「エリヤ」のソプラノパートを歌えないと感じていた。ようやく1848年の暮れになって彼女はロンドンのエクセター・ホールでこれを歌い、それによって得た収益の1,000ポンドによってメンデルスゾーンを記念した音楽奨学基金を立ち上げた。彼女はオラトリオを歌うのは、これが初めてのことだった。リンドは元々メンデルスゾーンの名を冠した音楽院をライプツィヒに創設したいと考えていたが、ライプツィヒでは十分な援助を得ることができなかった。その代わりに、ジョージ・スマート、ジュリアス・ベネディクトなどの助けを借り、リンドは「いかなる国の学生も受け入れ、その音楽教育を促進する」奨学基金を設立にするに足る資金を集めるに至ったのであった。メンデルスゾーン奨学金の最初の受給者は14歳だったアーサー・サリヴァンであり、リンドは彼のキャリアを後押しした。
1848年、ロンドンを訪れていたショパンは滞在期間を延長しており、リンドと共に多くの時間を過ごした。メンデルスゾーンとの関係と同様、ここでも恋愛沙汰になったのではないかという憶測がある。それを立証するような証拠は存在しないが、ショパンがリンドを高く賞賛していたことに疑いの余地はなく、リンドもショパンを賛美していた。
ロンドンで2年間にわたってオペラの公演を重ねるうちに、リンドは一般的なオペラの役のほとんどをこなしてしまった。1849年の初め、まだ20代であった彼女はオペラから完全に身を引くことを宣言した。彼女の最後のオペラ公演は1849年5月10日の「悪魔ロベール」であり、ヴィクトリア女王をはじめとするイギリス王家の者たちがこの公演を聴きに訪れている。リンドの伝記作家であるフランシス・ロジャースはこう記している。「なぜ彼女が若くして引退したのかについては1世紀近くも激しい議論が戦わされてきたが、今もって理由は謎のままである。あり得そうな説明は多くなされてはいるものの、一つとして証明された例はない。」

### アメリカツアー

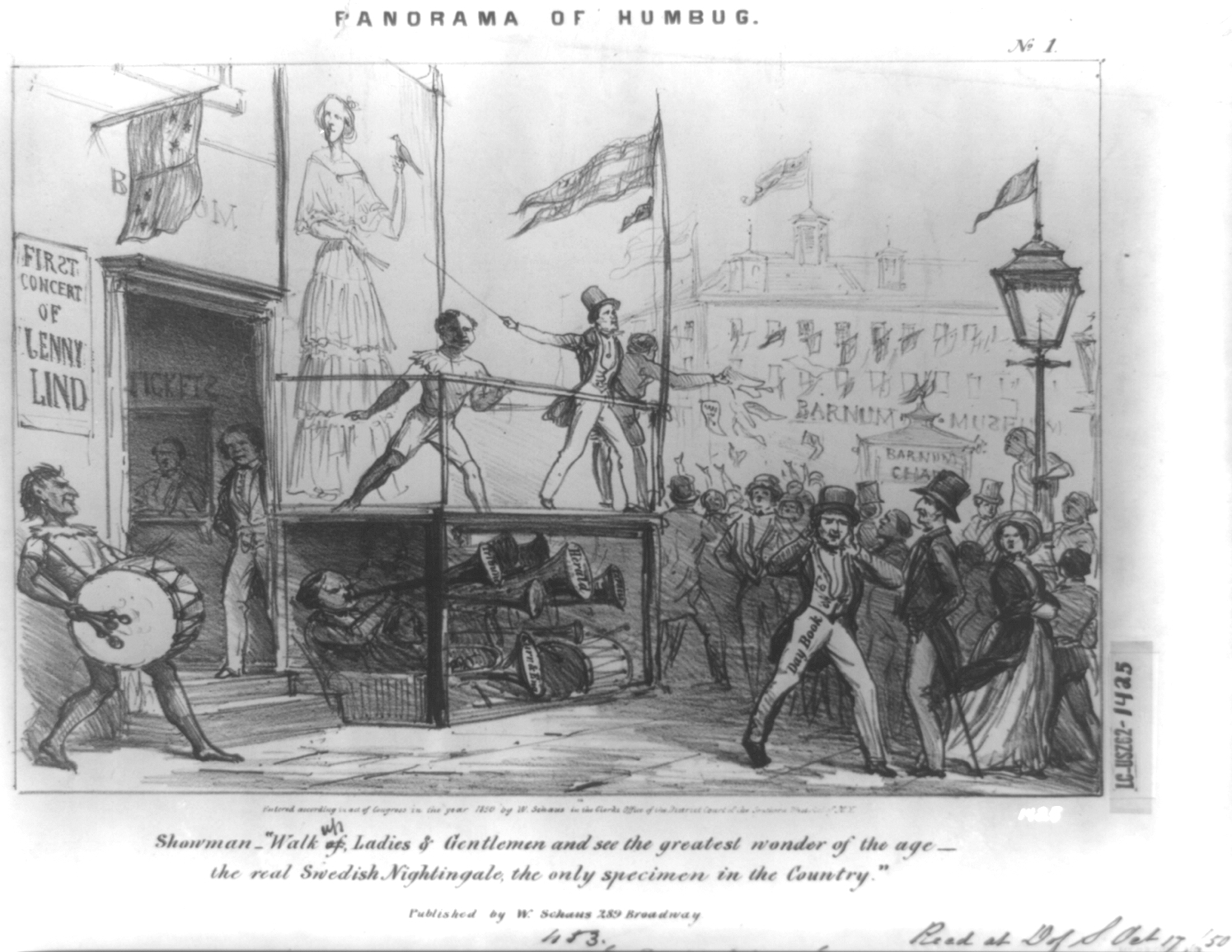
バーナムによる宣伝

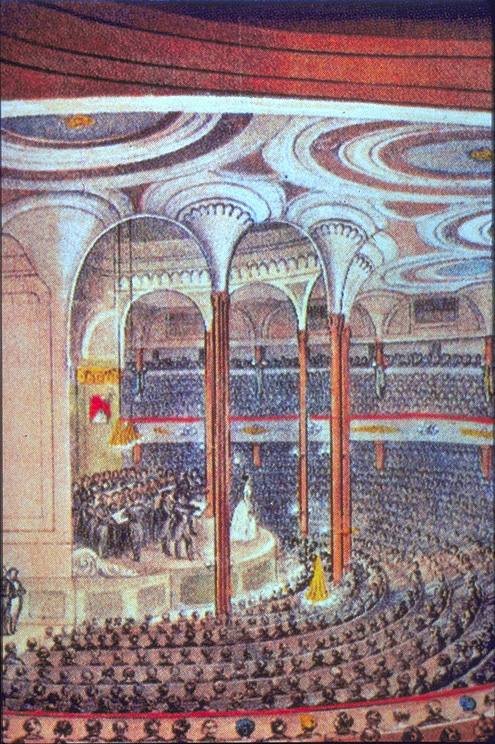
リンドがアメリカで最初に演奏会を開いた、ニューヨークのキャッスル・ガーデン

ゴルトシュミットとの結婚後のリンドの署名

1849年、アメリカ人の興行主P・T・バーナムがリンドに対し、アメリカ中を一年以上にわたって巡る演奏旅行の提案を持ちかけた。リンドはこのツアーを行うことで彼女が力を入れている慈善事業、特に祖国スウェーデンのフリースクールへの大規模な寄付が可能であることに気付き、提案を受け入れた。彼女の財政的な要求は厳密なものであったが、バーナムはこれに応えたため1850年に両者は合意に達した。
助っ人の歌手としてバリトンのジョバンニ・ベレッティ（Giovanni Belletti）、またピアニスト、編曲者、指揮者としてロンドンでの仲間であるジュリアス・ベネディクトを従え、リンドは1850年9月にアメリカへの船路に就いた。バーナムが事前に行った宣伝により、アメリカに到着してもいない間にリンドは有名人となっていた。そして彼女がニューヨークに着いた時には熱烈な歓迎を受けたのである。彼女の演奏会のチケットには、バーナムがオークションで販売するほど人気が集まったものもあった。民衆の熱狂の度は甚だしく、アメリカの出版社は「リンドマニア Lind mania」という造語を生み出した。
ニューヨークに続いて、リンド一行はアメリカの東海岸をツアーして回って成功を続け、後にはキューバ、アメリカ南部の州、カナダにも赴いた。1851年の初頭には、リンドはバーナムの容赦ないツアー運営に居心地の悪さを感じるようになり、彼に対し契約を破棄する権利を行使するに至る。これにより両者は平和的に別れることになった。彼女はさらに自らの運営によって1852年5月までの間、1年近くにわたってツアーを継続した。ベネディクトは1851年に一行の元を離れてイギリスに帰国しており、リンドは代役のピアニスト、指揮者としてオットー・ゴルトシュミットを招いた。ツアーも終盤に差し掛かった1852年2月5日、リンドとゴルトシュミットはボストンで結婚する。彼女は以降、公私にわたってジェニー・リンド＝ゴルトシュミットという名前を用いた。
リンド自身が運営したツアー後半の演奏会の詳細はよくわかっていないが、バーナムの運営下ではリンドがアメリカで93回の演奏会に出演したことが知られている。これによって彼女は約350,000ドルを稼いでおり、バーナムの利益は少なくとも500,000ドルにのぼった。リンドは利益を自ら選んだ慈善事業に寄付しており、中にはアメリカのチャリティーもあった。

### 晩年

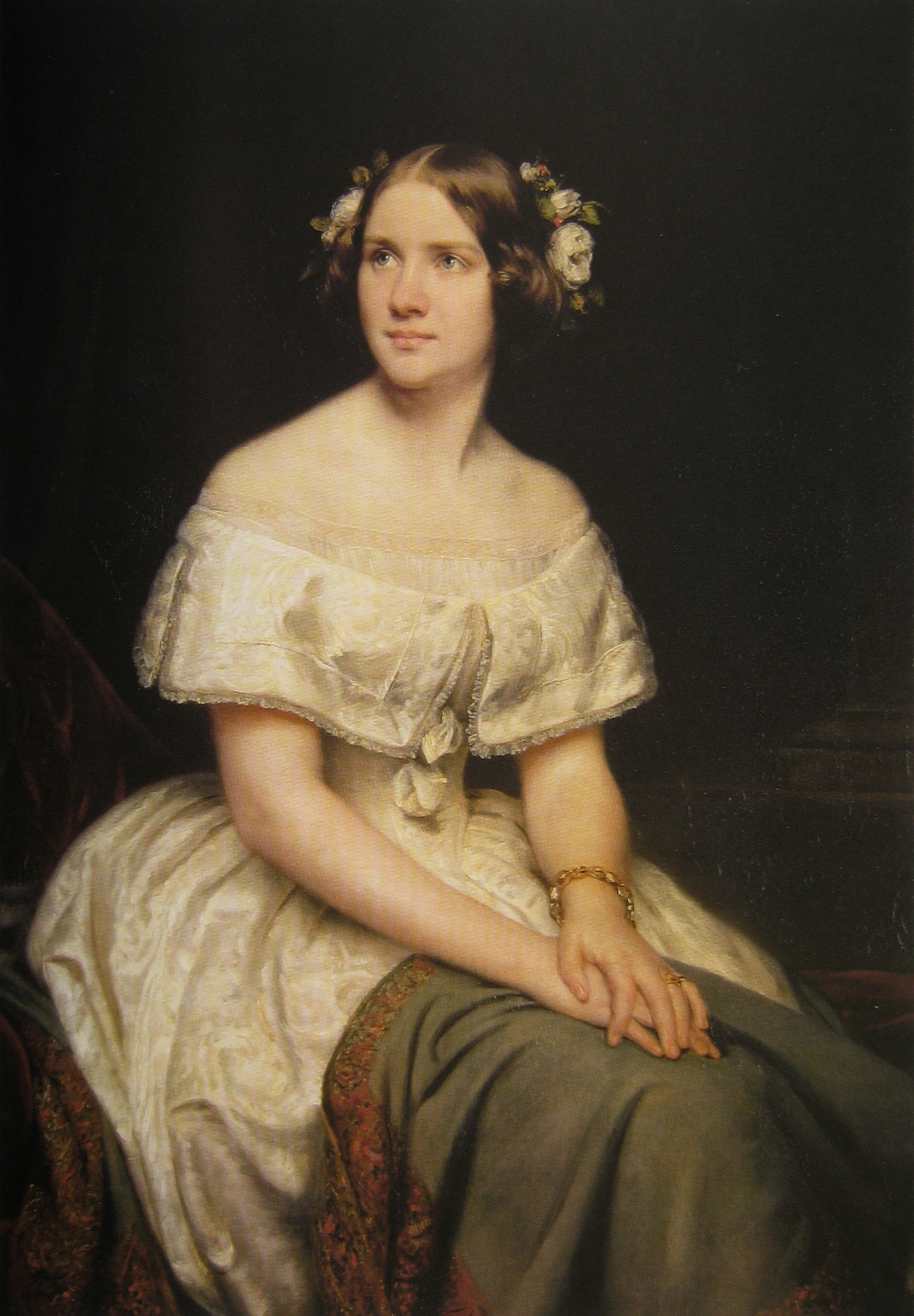
リンド 1862年

リンドとゴルトシュミットは1852年に共にヨーロッパへと戻った。2人はまずドイツのドレスデンに住み、1855年からは亡くなるまでイングランドに居を構えた。2人の間には3人の子が授かっている。1853年ドイツ生まれのオットー（Otto）、1857年イギリス生まれのジェニー（Jenny）、1861年イギリス生まれのアーネスト（Ernest）である。
リンドはヨーロッパに戻ってからもオペラへの出演は一切断り続けたが、演奏会で歌うことは続けていた。1866年にはアーサー・サリヴァンとセントジェームズホールで共演している。タイムズ紙はこう報じている。「その声の魔法は健在だった（中略）表現、発声法において誰にも増して完璧である（中略）彼女以上に魅力的で、真剣で、劇的な歌手など考えられない。」1870年1月のデュッセルドルフでは、彼女は夫が作曲したオラトリオである「ルース Ruth」を歌った。1875年にゴルトシュミットがバッハ合唱団を創設した際には、リンドは1876年4月のバッハの「ミサ曲 ロ短調」の公演に向けてソプラノパートの指導にあたり、自らもミサに出演した。彼女の演奏会は次第にその数を減らしていき、1883年に彼女は歌の世界から引退した。
1879年から1887年の間、リンドはフレデリック・ニークスと共にショパンの伝記の執筆作業に携わった。1882年には、彼女は新たに設立された王立音楽大学の声楽科の教授に就任している。彼女は自分の生徒には総合的な音楽教育が必要だと信じており、彼らに声楽の勉強に加えてソルフェージュ、ピアノ、和声学、発声法、礼儀作法、そして最低でも1か国語の外国語を学ばせるようにした。
リンドは晩年をブリティッシュ・キャンプに程近い、ヘレフォードシャー、マルヴァーン・ヒルズのワインズ・ポイント（Wynd's Point）で暮らした。1883年にマルヴァーンの温泉で行った慈善演奏会が、彼女の最後の公演となった。彼女は1887年11月2日に67歳でワインズ・ポイントでこの世を去り、グレート・マルヴァーン墓地にショパンの「葬送行進曲」に送られて埋葬された。遺言により、彼女の遺産の大半はスウェーデンの貧しいプロテスタント系の学生が教育を受けるのを援助するために寄付された。

## 評価

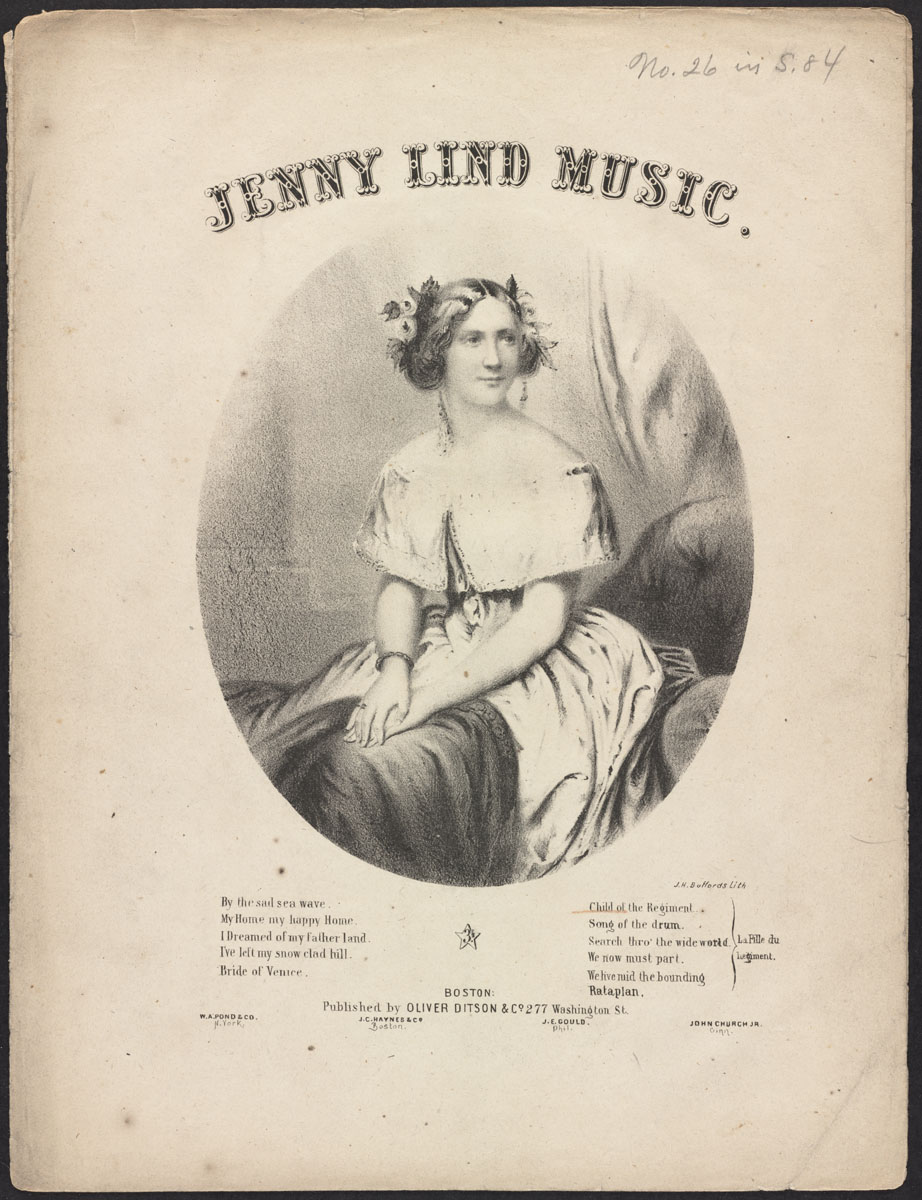
楽譜の表紙

リンドの声の録音は遺されていない。彼女はエジソンの初期のフォノグラフに録音を行ったと考えられるが、批評家のフィリップ・L.ミラー（Philip L. Miller）の言葉を借りるならば「もし仮に伝説的なエジソンの蝋管が現存したとしても、それはあまりに原始的であるし、彼女はもう引退して久しかったので、得られるものは少ないだろう」。伝記作家のフランシス・ロジャースは、リンドがマイアベーア、メンデルスゾーン、シューマン夫妻、ベルリオーズなどから高く称賛されつつも「声質と劇的な才能は年長のマリア・マリブラン、ジュディッタ・パスタや同年輩のヘンリエッテ・ゾンターク、ジュリア・グリジよりも劣っていた。」と結論付けている。ロジャースによれば、バーナムなどのリンドを宣伝した人々が優れていたために「彼女についての書物は十中八九、彼女に都合がいいような圧倒的な宣伝文句に先入観を植え込まれた上で書かれており、そうして売り買いされた。」さらに彼はマイアベーアを除くメンデルスゾーンなどの彼女の賞賛者について、その好みが「どうしてもゲルマン的」であり、彼らはリンドが初期に専門としていたイタリアオペラの専門家ではないと述べている。彼はニューヨーク・ヘラルドの批評家の言葉を引用しているが、その人物はこう述べている。「演技と上昇音階に幅が乏しく、熱狂の度も落ち着いてしまわざるを得ない。」アメリカン・プレスもリンドの表現がイタリアオペラに必要となる情熱的なものではなく、むしろドイツ的な「冷ややか、無感動で、冷徹に無垢な音色とスタイル」であると認めている。さらにヘラルド紙はこう記した。「彼女のスタイルは我々のような寒冷な気候に住む者を喜ばせるのに適している。彼女が当地で勝ち得るような成功は、フランスやイタリアに行くことでは決してもたらされないだろう。」
リンドを賞賛する批評家のH.F.コールリーは彼女の声についてこう記している。「DからDまでの2オクターブの範囲と、あと1つか2つの音がまれに聞かれる。そして声域の下半分と上半分は質の異なるものである。前者は強い調子を持たず、ハスキーではないにせよ不明瞭で音を外しやすい。後者は豊かで、輝かしく力強いもので、最高音部が最も素晴らしい。」コールリーが賞賛するのは彼女の息継ぎの仕方、ピアニッシモの使い方、装飾音の趣向、そして低音部と高音部の違いをわからなくするような知的な技術の使用に関してである。彼はリンドの「演技は素晴らし」く、彼女は「技術と慎重さを備えた音楽家」だと考えていたが、「どうやら彼女の舞台上での役割に過剰な見積もりがされて」おり、外国語での歌唱によって歌詞を表現する能力が阻害されていると感じていた。しかしながら、彼はリンドのオペラの役をいくつか褒めていながらも、オペラよりも演奏会での歌唱の方がより賞賛に値すると感じていた。コールリーは彼女のレパートリーで最良のものはドイツの作品だとして、モーツァルト、ハイドン、メンデルスゾーンの「エリヤ」が彼女に最も適していると引合いに出している。ミラー（Miller）の下した結論は以下の通りである。耳の肥えた聴衆は他の歌手の声を好むが、リンドが多数の一般市民により広く魅力的に映ったのは、単にバーナムの創り出した伝説のせいなどではなく、「彼女の類を見ない純粋な声質（天国的と評する者もいる）と、よく知られた彼女の心の広さと慈善活動」が相俟ってのことだったのだ。

## 記念遺産

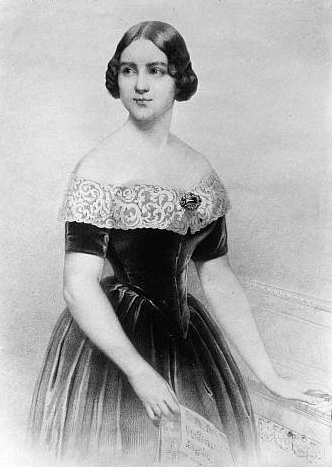
鍵盤の前に立つリンド

リンドは「ジェニー・リンド＝ゴルトシュミット」の名前でロンドンのウェストミンスター寺院、ポエッツ・コーナーに記念されている。1894年4月20日の除幕式典の列席者の中には、ゴルトシュミット、王室の者、サリヴァン、ジョージ・グローヴ、リンドの慈善事業の助けを受けた者の代表などがいた。また、ロンドン、ケンジントンのボルトンズ（The Boltons）にはリンドを記念した銘板が掲げられており、またSW7、ロンドンのオールド・ブロンプトン通り189（Old Brompton）にはブルー・プラークが1909年に掲げられた。
音楽、映画、そして紙幣においてもリンドを記念したものがある。1996年と2006年の両年発行のスウェーデンの50クローナ紙幣は表にリンドの肖像を描いたものである。彼女を称え、題材とした芸術作品も多く存在する。アントン・ヴァーラーシュタインは1850年頃に「ジェニー・リンド・ポルカ」を作曲している。1930年のハリウッドの映画「忘れじの面影 A Lady's Morals」ではグレース・ムーアがリンドを、ウォーレス・ビアリーがバーナムを演じた。1941年にはイルゼ・ヴェルナーがドイツ語の映画「スウェーデンのナイチンゲール Schwedische Nachtigall」で主役のリンドを演じ、ヨアヒム・ゴットシャルクがアンデルセンを演じた。2001年にはアンデルセンの生涯を描いた映画「おとぎ話の私の人生 My Life as a Fairytale」でフローラ・モンゴメリがリンド役となった。2005年1月にはエルヴィス・コステロが、リンドを題材としたオペラ「秘密のアリア The Secret Arias」をアンデルセンの詩を引用しながら作曲中であると発表した。2010年にはBBCのテレビドキュメンタリー「ショパン - その音楽の影なる女性たち Chopin – The Women Behind the Music」で、リンドがショパンに「非常に愛情を持って接した」ショパン晩年について議論がなされた。
多くの物や場所がリンドにちなんだ名前を付けられている。カナダのジェニー・リンド島、機関車ジェニー・リンド号や大型帆船のUSSナイチンゲールなどが挙げられる。オーストラリアには彼女の名誉を称えて「ジェニー・リンド」と名付けられた帆船があったが、1857年にクイーンズランド州沿岸の入り江で沈没し、以後その入り江はジェニー・リンド・クリークと呼ばれるようになった。
イギリスでは、ゴルトシュミットがノリッジにリンドの想い出として寄付を行った小児診療所が、ノーフォーク・ノリッジ大学病院のジェニー・リンド・ホスピタルとなって現在まで残っている.。同市にはジェニー・リンド公園もある。ウォチェスター大学のシティ・キャンパスにはリンドの名を冠したチャペルがある。イースト・サセックスのヘイスティングス旧市街地では、彼女にちなんで名づけられたホテルとパブがある。ヘレフォード・カウンティ病院にはジェニー・リンドの名を付けた精神科病棟がある。
アメリカではリンドを記念した名づけられた通りがアーカンソー州フォートスミス、マサチューセッツ州のニューベッドフォードと北イーストン、ペンシルベニア州マキースポート、ニュージャージー州スタンホープにある。そしてカリフォルニア州ではゴールドラッシュの町の名前がジェニーリンドとなっている。1948年からは、コネチカット州ブリッジポートで6月と7月に行われるバーナム音楽祭で彼女の記念賞が贈られている。国中からの選考を通じて選ばれたソプラノ歌手に、音楽祭がジェニー・リンド賞を授与するのである。スウェーデンでも同様の受賞者がスウェーデン王立音楽アカデミーとストックホルム市民公園・コミュニティーセンターによって選ばれ、アメリカの音楽祭を訪れる。2人の受賞者は共に演奏会を開き、7月には次にアメリカの受賞者がスウェーデンに渡り同地で同様の共同コンサートツアーをして回る伝統である。